# Costa Saunders

A Costa Saunders é a porção da Costa da Terra de Marie Byrd entre o cabo Colbeck e o ponto Brennan, ou entre a costa Shirase no oeste e a costa Ruppert no leste, na Antártida.
A costa Sauders estende-se de 158°00'W a 146°31'W. A porção a oeste do meridiano 150 W é parte da Dependência de Ross, enquanto a área remanescente não está reclamada por nenhuma nação. Esta costa foi explorada do ar em 5 de dezembro de 1929, pela expedição antártica Byrd (1928-30) e foi primeiro mapeada de fotografias aéreas obtidas naquele voo pelo Capitão Harold E. Saunders, USN, para a qual a costa foi nomeada. O Serviço Geológico dos Estados Unidos (USGS) mapeou completamente a costa a partir de pesquisas de campo e fotografias aéreas da Marinha dos Estados Unidos de 1959-65.
Bacia Saunders (76° 50′ S, 155° 00′ O) é uma bacia submarina na plataforma Ross central nomeada em associação com a costa Saunders. Nome aprovado 6/88 (ACUF 228).
 Este artigo incorpora material em domínio público  de United States Geological Survey   , documento "Costa Saunders" (conteúdo do Geographic Names Information System).